# Larsia decolorata
Larsia decolorata är en tvåvingeart som först beskrevs av Malloch 1915.  Larsia decolorata ingår i släktet Larsia och familjen fjädermyggor. Inga underarter finns listade i Catalogue of Life.